# Symphonie no 3 de Mendelssohn
« Écossaise »
Pour les articles homonymes, voir Symphonie no 3.
La Symphonie no 3 en la mineur « Écossaise », op. 56 (MWV N 18), de Felix Mendelssohn est une symphonie composée entre 1829 et 1842.

## Histoire
Le jeune musicien en a eu l’idée lors d’un voyage en Grande-Bretagne où il se fit apprécier par l’entourage de la future reine Victoria. Une histoire raconte que c’est en voyant la chapelle mortuaire de Marie Stuart, envahie par les herbes et le lierre, qu’il eut l’inspiration de la symphonie [Information douteuse] . Interrompu dans sa composition par un voyage en Italie, il ne reprend la partition que douze ans plus tard, pour finalement l’achever en 1842 à Londres. La nouvelle symphonie, qui en raison de sa naissance datant de 1829, porte le numéro 3 dans la liste des symphonies de Mendelssohn, fut créée le 3 mars 1842 à Leipzig où elle remporta un franc succès. Elle fut applaudie par la reine Victoria, à qui l'œuvre a été dédiée, le 13 juin suivant.
Aujourd’hui, la Symphonie écossaise est l’une des œuvres orchestrales les plus connues de Mendelssohn.

## Analyse
La tonalité principale de la Symphonie écossaise est de la mineur (1er mouvement et début du 4e), mais le Finale maestoso ainsi que le 3e mouvement sont dans la tonalité plus lumineuse de la majeur. Elle s’inspire des paysages des highlands et des brumes nordiques. Les quatre mouvements relativement imposants (respectivement 667, 273, 150 et 490 mesures) s'enchaînent pratiquement sans aucun silence entre chaque — certains spécialistes préconisent d'ailleurs de jouer cette symphonie d'un seul tenant — et ont une durée théorique d'environ 38 minutes (ou 41 minutes si on fait la reprise dans le premier mouvement) (14 min ou 17 min + 5 min + 9 min + 10 min) :
1. Andante con moto, en la mineur, à 
,  = 72.
— Allegro un poco agitato en la mineur, à 
,  = 100.
2. Vivace non troppo en fa majeur, à 
,  = 126.
3. Adagio, en la majeur, à 
,  = 76.
4. Allegro vivacissimo, en la mineur, à ,  = 126.
— Allegro maestoso assai en la majeur, à 
,  = 104.

L’introduction, un andante con moto, part sur une mélodie lyrique qui se perd rapidement dans les chromatismes et le jeu « brumeux » de l’orchestre. Elle est suivie d’un allegro (noté un poco agitato, ce qui ne spécifie pas une vivacité trop prononcée du tempo) qui respecte la forme sonate bithématique des symphonies de Mozart, à ceci près qu’il éclot d’une cellule initiale dont le motif oriente toute la symphonie. Le premier mouvement s’achève sur l'évocation de l’Andante primo.
Le deuxième mouvement, Vivace ma no troppo en fa majeur, est un scherzo assez heureux et léger. Le thème évoqué à la clarinette rappelle la cornemuse, élément pouvant avoir donné la qualification d'écossaise à la symphonie.
L’Adagio cantabile en la majeur est quant à lui plein de méditations interrogatives profondes. L’instrumentation se rapproche de l’atmosphère du premier mouvement.
Le début du 4e mouvement est un Allegro guerriero torturé, puissant, préoccupé, tel un orage écossais ; le Finale maestoso en forme de coda casse avec ce climat descriptif en exaltant la grandeur et la majesté de la cour britannique – rappelant sans doute la dédicace de cette symphonie à sa « Majestät der Königin Victoria von England ».
Mendelssohn ayant redécouvert la musique de Bach, celle-ci a nettement influencé bon nombre d'œuvres de Mendelssohn. Ainsi, la conception de la Symphonie écossaise, et notamment le premier mouvement, comme un mouvement perpétuel monothématique ou bithématique au tempo régulier, sans aucune interruption ni aucun silence, n'est pas sans rappeler la plupart des œuvres de Bach, tels les Concertos Brandebourgeois ou le choral Jésus que ma joie demeure.

## Instrumentation
| Instrumentation de la Symphonie no 3                                 |
| Cordes                                                               |
| Premiers violons, seconds violons, altos, violoncelles, contrebasses |
| Bois                                                                 |
| 2 Flûtes, 2 Hautbois, 2 Clarinettes, 2 Bassons                       |
| Cuivres                                                              |
| 4 Cors, 2 Trompettes                                                 |
| Percussions                                                          |
| Timbales                                                             |